# Edward M. Fullington

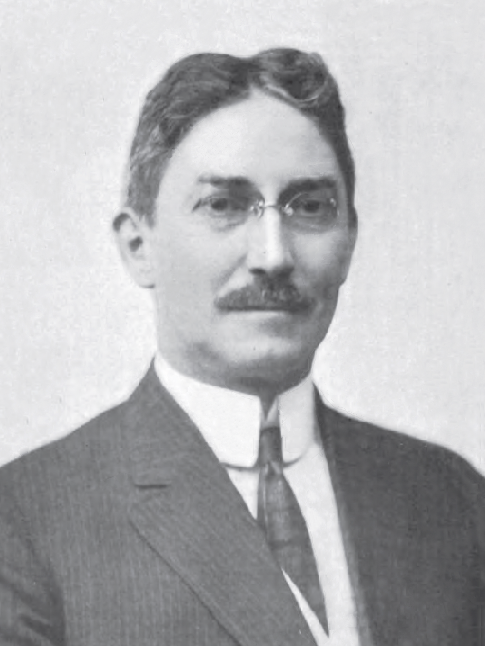
Edward M. Fullington (um 1912)

Edward McMullan Fullington (* 25. August 1864 im Union County, Ohio; † 8. November 1927 in Lake City, Florida) war ein US-amerikanischer Politiker (Republikanische Partei). Er war von 1909 bis 1913 Auditor of State von Ohio und später Auditor der Philippinen.

## Werdegang
Edward McMullan Fullington, Sohn von James und Eliza McMullan Fullington, wurde während des Bürgerkrieges auf einer Farm im Union Township geboren. Er besuchte die ansässigen Schulen und das Kenyon College. 1888 zog er nach Marysville (Ohio), um in der Bank of Marysville zu arbeiten, die sein Vater gegründet hatte.
Fullington wurde 1895 zum Auditor im Union County gewählt und 1898 ohne Gegenkandidaten wiedergewählt. Als Präsident der County Auditor's Association of the State of Ohio setzte er sich für die Verbesserung von Methoden für die Führung öffentlicher Haushalte ein. Die Legislative verabschiedete eine Gesetzesvorlage zu Gründung eines State Bureau of Inspection and Supervision of Public Offices, welches später als Bureau of Accounting bekannt wurde. Fullington wurde zu seinem Leiter ernannt, als seine Amtszeit als County Auditor 1902 endete. 1904 schuf die Legislative die Position des Deputy Auditor of State und Fullington wurde in diese Position berufen. Er bekleidete den Posten bis zu seiner Wahl 1908 zum Auditor of State von Ohio – eine Stellung, die er von 1909 bis 1913 innehatte.
Für sieben Jahre, beginnend 1898, diente Fullington in der Ohio National Guard. In dieser Zeit nahm er am Spanisch-Amerikanischen Krieg in Puerto Rico teil. Er bekleidete den Dienstgrad eines Majors und war Quartiermeister dort. Am 8. Oktober 1921 wurde er dann durch das Kriegsministerium zum Auditor der Philippinen ernannt.
Fullington heiratete am 25. November 1891 Ida Irvin Matthews in Dayton (Ohio). Das Paar hatte zwei Söhne. Er war ein Freimaurer, ein Elk, ein Mitglied der Knights of Pythias und der Trinity Episcopal Church.